# فرانسوا درولت
فرانسوا درولت هو متزلج على مسار قصير كندي، ولد في 16 يوليو 1972 في Sainte-Foy–Sillery–Cap-Rouge ‏ في كندا.

## وصلات خارجية
- فرانسوا درولت على موقع أوليمبيديا (الإنجليزية)